# Kétbodony
Kétbodony ist eine ungarische Gemeinde im Kreis Rétság im Komitat Nógrád.

## Geografische Lage
Kétbodony liegt 42 Kilometer südwestlich des Komitatssitzes Salgótarján und 11 Kilometer östlich der Kreisstadt Rétság an dem Fluss Kétbodonyi-patak. Nachbargemeinden sind Szente, Kisecset, Szécsénke, Legénd, Romhány und Szátok.

## Geschichte
Kétbodony entstand 1902 aus dem Zusammenschluss der Orte Alsóbodony und Felsőbodony. Im Jahr 1913 gab es in der damaligen Kleingemeinde 102 Häuser und 531 Einwohner auf einer Fläche von 2274 Katastraljochen. Sie gehörte zu dieser Zeit zum Bezirk Nógrád im Komitat Nógrád. Zwischen 1981 und 1993 war Kétbodony mit der Gemeinde Romhány unter dem Namen Romhány vereinigt und ist seit 1993 wieder eine eigenständige Gemeinde.

## Sehenswürdigkeiten
- Büste von II. Rákóczi Ferenc
- Evangelische Kirche, 1792–1794 erbaut, 1818 erweitert
- Heimatmuseum (Tájház)
- Schloss Brack (Brack-kastély)
- Statue von II. Rákóczi Ferenc, erschaffen vom László Koltai
- Weltkriegsdenkmal

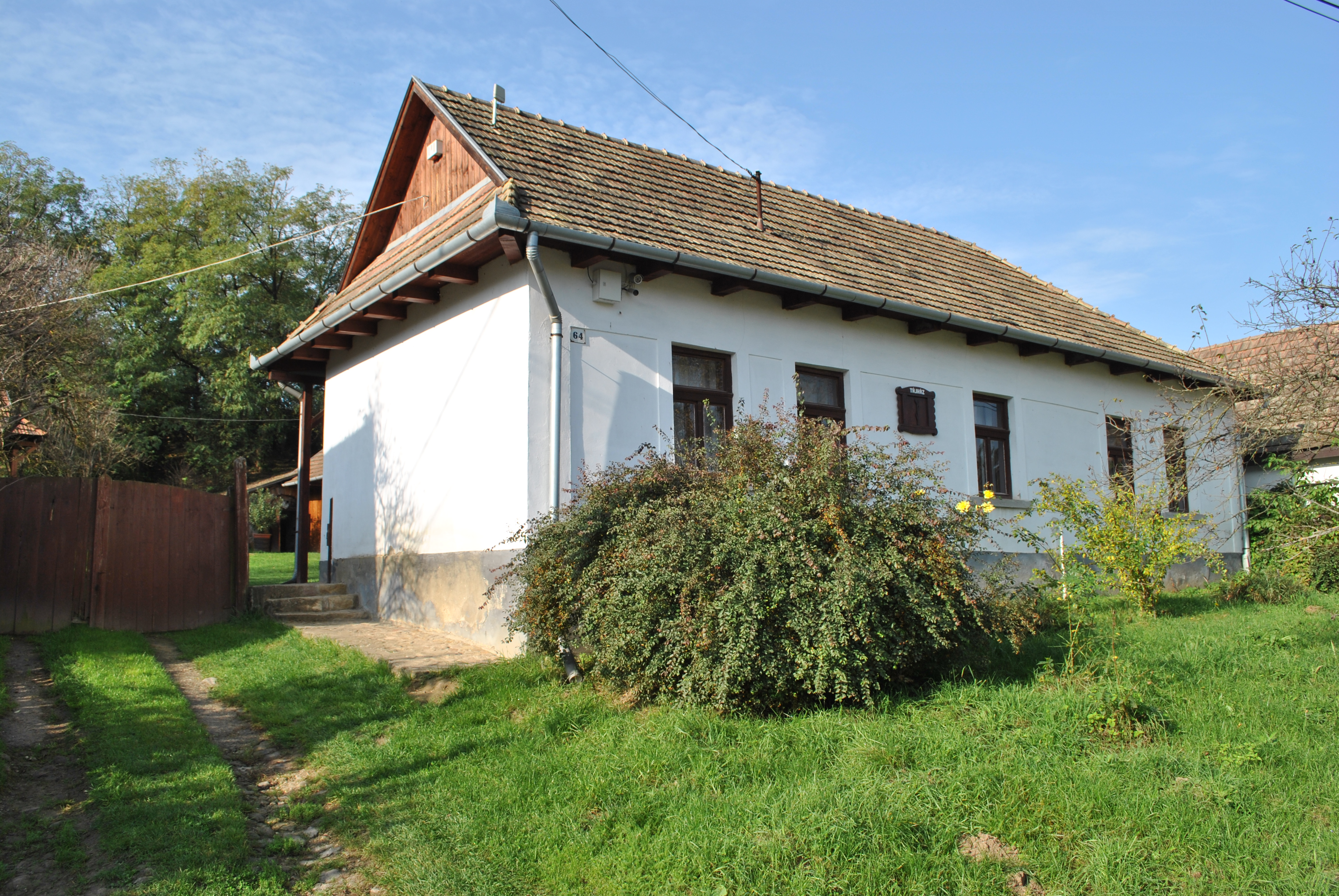
Heimatmuseum
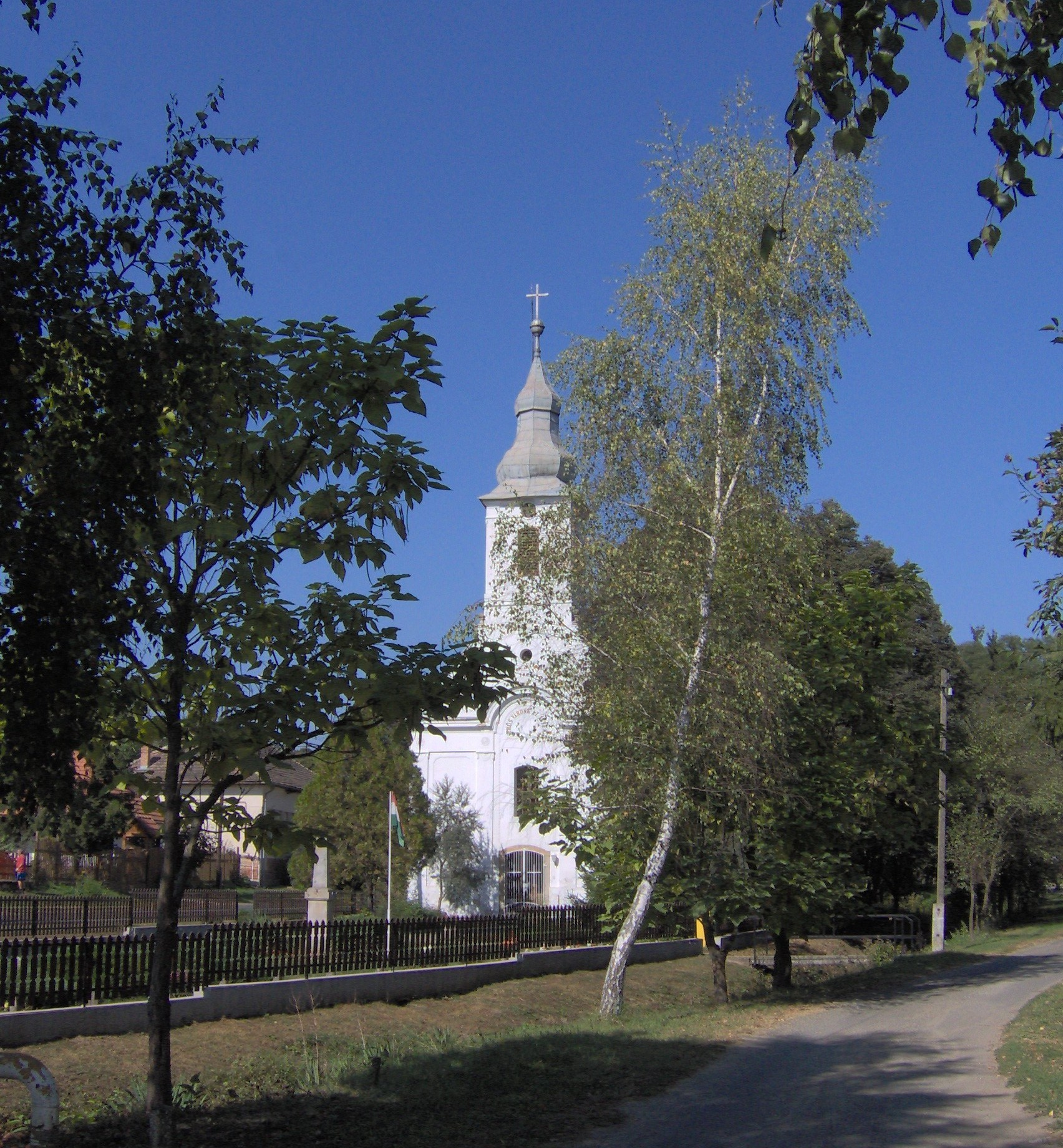
Evangelische Kirche
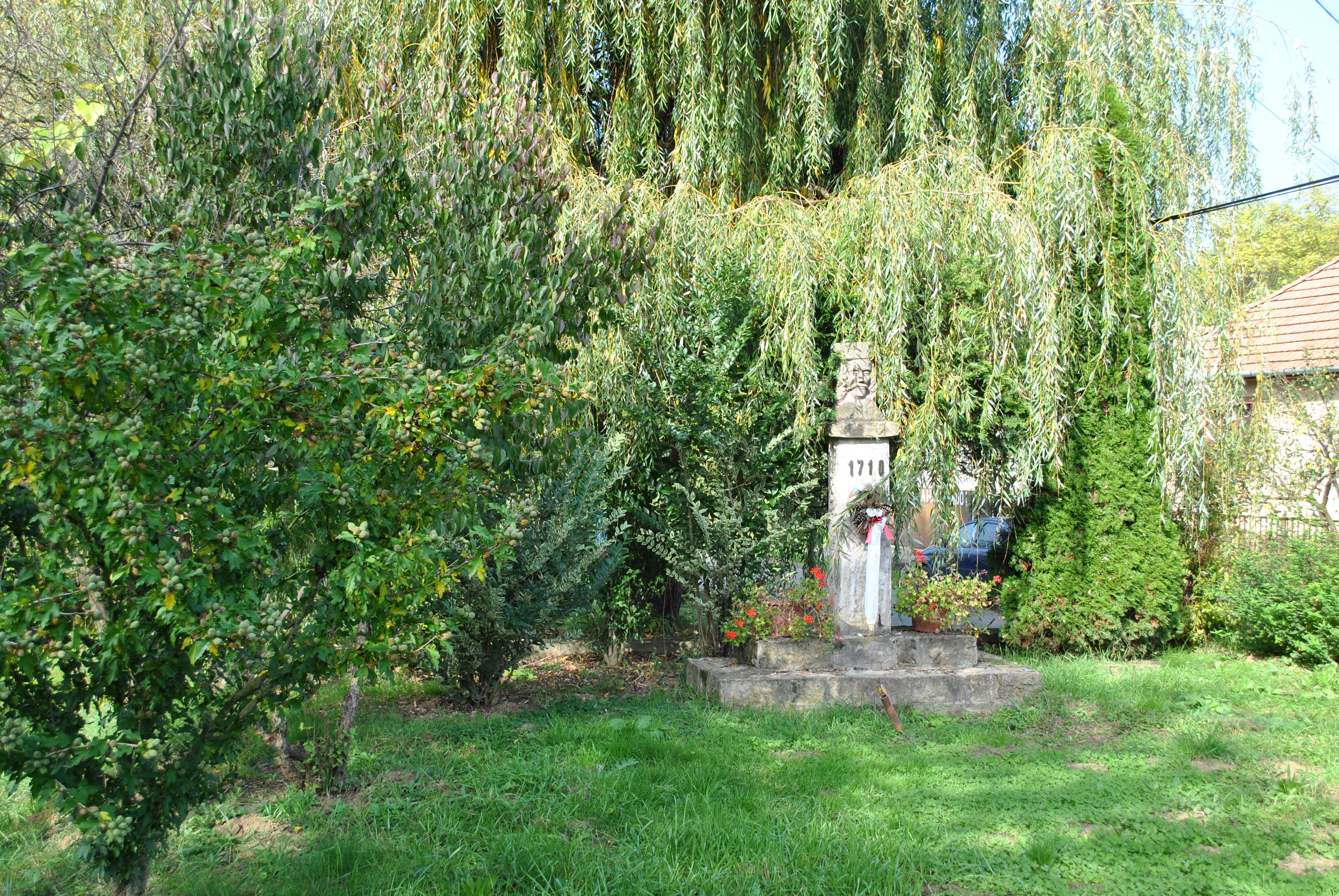
Büste von II. Rákóczi Ferenc
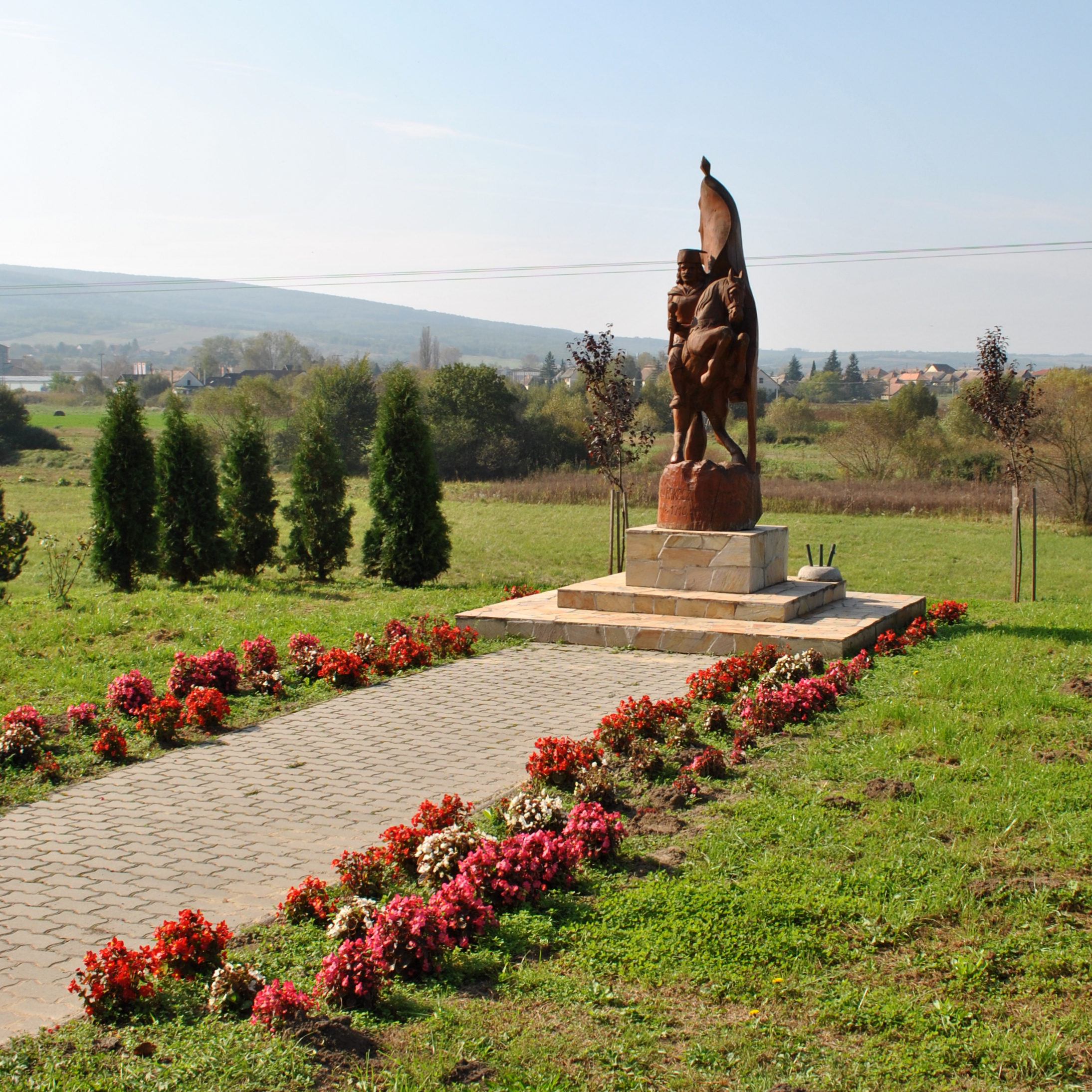
Statue  von II. Rákóczi Ferenc

## Verkehr
Durch Kétbodony verläuft die Landstraße Nr. 2118, von der die Nebenstraße Nr. 21154 nach Kisecset abzweigt.
Es bestehen Busverbindungen nach Kisecset, Romhány, Rétság und Magyarnándor. Die nächstgelegenen Bahnhöfe befinden sich nordöstlich in Magyarnándor und südöstlich in Nógrádkövesd.